# Boncé
Boncé – miejscowość i gmina we Francji, w Regionie Centralnym, w departamencie Eure-et-Loir.
Według danych na rok 1990 gminę zamieszkiwało 197 osób, a gęstość zaludnienia wynosiła 22 osoby/km² (wśród 1842 gmin Regionu Centralnego Boncé plasuje się na 942. miejscu pod względem liczby ludności, natomiast pod względem powierzchni na miejscu 1207.).